# Eisenbahnkrise
Als Eisenbahnkrisen bezeichnete man früher Störungen in der regelmäßigen Entwicklung des Eisenbahnnetzes, die in verschiedenen Ländern zu verschiedenen Zeiten aufgetreten waren.
Eisenbahnkrisen traten typischerweise als Rückschlag auf einen vorhergegangenen heißen Aufschwung beim Eisenbahnbau auf, wodurch in verhältnismäßig kurzer Zeit zu große Kapitalmittel beansprucht wurden. Eisenbahnkrisen traten meist in Verbindung mit allgemeinen Wirtschaftskrisen auf.
Als die bedeutendste Eisenbahnkrise wird die zwischen etwa 1840 und 1850 andauernde angesehen, während der Stockungen nach und nach in fast allen Ländern eintraten, die beim Eisenbahnbau mehr oder minder rasch vorgegangen waren. Auch nach den so genannten Gründerjahren trat 1873 eine allgemeine Eisenbahnkrise ein, weiterhin in den Vereinigten Staaten zwischen 1883 und 1893.